# HTC One X
HTC One X er en touchscreen-baseret smartphone fra HTC.
Telefonen, der kører på Android 4.0.4-styresystemet med HTC Sense 4.0 bruger-interface, er den til dato første HTC-telefon, der har quad-core processor, hvilket gør den til den hurtigste HTC-telefon. 
HTC One X blev lanceret 26. februar 2012 på Mobile World Congress, og kom på det danske marked i november.